# Bernard William Griffin

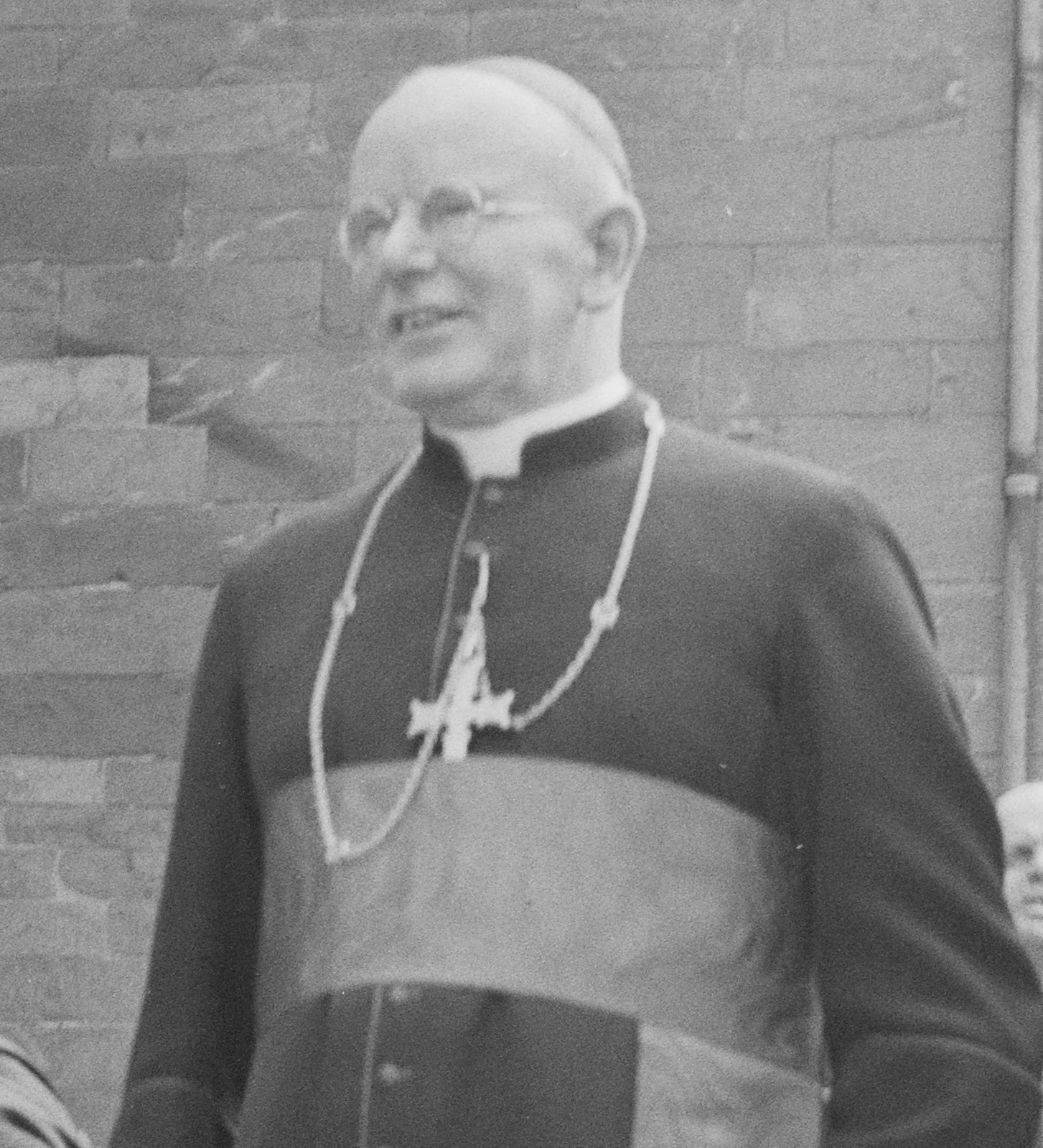
Bernard Kardinal Griffin (1953)

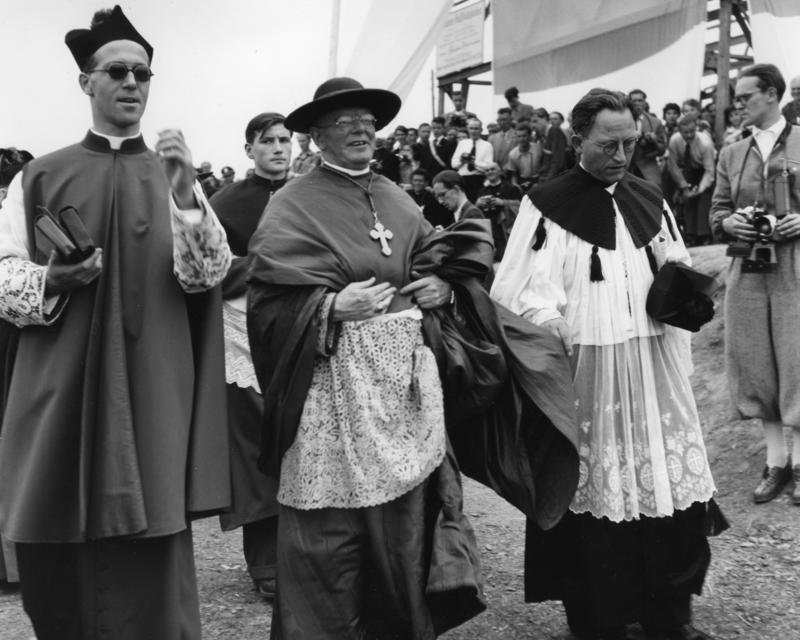
Kardinal Griffin beim Katholikentag in Fulda, 1954

Bernard William Kardinal Griffin (* 21. Februar 1899 in Birmingham, England; † 20. August 1956 in New Polzeath, Cornwall) war Erzbischof von Westminster.

## Leben
Bernard William Griffin studierte in Birmingham und Rom die Fächer Philosophie und Katholische Theologie. Er empfing am 1. November 1924 das Sakrament der Priesterweihe und wurde nach weiterführenden Studien im Jahre 1927 persönlicher Sekretär des Erzbischofs von Birmingham. In den Jahren 1929 bis 1938 arbeitete er zusätzlich als Diözesankanzler, Wissenschaftler und Rundfunkberater. Von 1937 bis 1943 war er mit der Verwaltung der diözesanen Wohlfahrtsunterkünfte betraut.
1938 ernannte ihn Papst Pius XI. zum Titularbischof von Appia und Weihbischof in Birmingham. Die Bischofsweihe empfing er am 30. Juni 1938 durch Thomas Leighton Williams, den Erzbischof von Birmingham; Mitkonsekratoren waren der Bischof von Plymouth, John Patrick Barrett und William Lee, Bischof von Clifton. 1943 übertrug ihm Papst Pius XII. die Leitung des Erzbistums Westminster. Bernard William Griffin wurde am 18. Februar 1946 als Kardinalpriester mit der Titelkirche Santi Andrea e Gregorio al Monte Celio in das Kardinalskollegium aufgenommen.
Bernard William Kardinal Griffin war erster Großprior der Statthalterei England und Wales des Ritterordens vom Heiligen Grab zu Jerusalem.
Er starb am 20. August 1956 in New Polzeath und wurde in der Kathedrale von Westminster bestattet.